# Holy Avenger
Holy Avenger é uma série de quadrinhos brasileira, criada por Marcelo Cassaro, Rogério Saladino e JM Trevisan e ilustrada por Érica Awano, com 42 edições publicadas mensalmente entre 1999 e 2003. Conta a saga do aspirante a ladrão Sandro Galtran e da meio-dríade Lisandra no mundo de Arton, uma terra de fantasia medieval com elfos, anões, deuses e artefatos mágicos.
A série deu origem ao cenário de RPG Tormenta e gerou diversas edições especiais relacionadas ao seu universo. 
Foi bicampeã do Troféu HQ Mix, em 2001 e 2002, na categoria "revista seriada", e em 2007 conseguiu o sexto lugar na primeira edição do Prêmio Internacional de Mangá, realizado no Japão.

## Publicação
Holy Avenger surgiu em 1998 como uma aventura  de RPG, criada por Marcelo Cassaro para os sistemas Advanced Dungeons and Dragons e GURPS Fantasy e publicada na edições 44, 45 e 46 da revista Dragão Brasil, da Editora Trama. Logo depois, gerou uma revista em quadrinhos no estilo mangá, escrita por Marcelo Cassaro e desenhada por Érica Awano. A criação de Holy Avenger é parecida com a de The Record of Lodoss War, criação do Group SNE que surgiu como "replays" de Dungeons & Dragons, transcrições das sessões de RPG publicadas na revista  japonesa Comptiq e se tornou uma franquia de mangá e anime.
A aventura era ambientada no mundo de Arton, o mesmo onde se passa o cenário de Tormenta (surgido na edição 50 da mesma revista).
O nome Holy Avenger veio de uma espada homônima usada por Paladinos em Dungeons and Dragons.
A revista foi publicada em formato americano e teve 42 edições, 6 edições especiais (série escrita por Petra Leão e Fran Briggs, cujos eventos se passam antes dos escritos em Holy Avenger), um artbook e uma série de tiras, The Little Avengers, desenhadas no estilo Super deformed (SD) e publicadas no site Rede RPG e na revista Tormenta.
Após o fim da série, as histórias contidas em Holy Avenger e Holy Avenger Especial foram publicadas em 6 edições encadernadas, seguidas da republicação na revista Holy Avenger VR entre 2003 e 2005. A série foi encerrada, pois Marcelo Cassaro saiu da Talismã e assinou contrato com a Mythos Editora, onde publicou a série spin-off Dungeon Crawlers, com arte de Daniel HDR, e com a Manticora, onde criou com o restante do Trio Tormenta uma nova revista de RPG, a Dragon Slayer.
Cassaro anunciou que publicaria Holy Avenger na Mythos com o título provisório de Holy Avenger – Director's Cut, logo depois chamada de Holy Avenger Reloaded. A revista Holy Avenger Reloaded era quinzenal, com 48 páginas. Além de publicar a história da revista Holy Avenger, trazia as tiras The Little Avengers. Essa versão da revista só teve 10 edições.
Em 2004, foi lançado um suplemento baseado em Holy Avenger para o sistema d20 e em 2005 outro para o sistema 3D&T, também criado por Marcelo Cassaro.
Em 2012, a Jambô Editora (editora de RPG, que também publica 3D&T e Tormenta) anunciou via Twitter que publicaria edições encadernadas de Holy Avenger. A editora entrou no mercado de quadrinhos em 2011, publicando dois outros encadernados de quadrinhos ambientados em Tormenta, DBride Noiva Do Dragão de Marcelo Cassaro e Érica Awano, publicada anteriormente de forma seriada na revista Dragon Slayer. e Ledd de JM Trevisan e Lobo Borges, publicada originalmente como webcomics.
Em 2019, a Jambô publicou o primeiro volume de Holy Avenger: Paladina, com roteiro de Marcelo Cassaro, desenhos de Érica Awano e cores de André Vazzios.

## Enredo
A história tem início quando Lisandra, uma jovem garota criada na floresta, busca pedir ajuda ao grande ladrão Galtran para conquistar um dos Rubis da Virtude, para poder ressuscitar o desaparecido herói Paladino que morrera tempos atrás. Em meio a uma confusão na cidade ela conhece Sandro, filho de Galtran que tenta seguir os passos do pai miseravelmente e a ajuda a conquistar o primeiro rubi. Após isso Sandro descobre da existência de outro Rubi da Virtude com a maga elfa Niele e achando o primeiro falso decide roubar dela, porém após em meio a uma confusão os dois acabam se tornando amigos e partem atrás de Lisandra. Enquanto Sandro passa por inúmeras desventuras com Niele ao encontrar cada vez mais rubis, Lisandra continua sua jornada atrás deles ao lado de seu guardião Tork, um lagarto troglodita e mal humorado.

## Personagens

### Principais
- Lisandra

Sacerdotisa da deusa da natureza Allihanna, foi criada por lobos na ilha pré-histórica de Galrasia, ao sul de Arton. Ela desconhece a identidade de seus pais verdadeiros, possuindo apenas um bracelete de ouro gravado com seu nome como pista. Primeira dos quatro heróis a surgir na trama, Lisandra é inicialmente doce e ingînua, mas à medida que a história avança, revela um lado mais sombrio, tornando-se fria e violenta. Essa mudança se relaciona com seus pesadelos frequentes, onde vê o Paladino de Arton sendo morto, e com a descoberta da identidade de seu verdadeiro pai, o que culmina em uma reviravolta nas edições finais.
- Sandro Galtran

Filho do famoso ladrão Leon Galtran, que ficou conhecido como o maior ladrão do reinado devido à recompensa colocada pelo Rei dos Dragões Vermelhos, Sckhar, por vingança após Leon destruir parte de seu tesouro. Leon abandonou a vida de crimes após a morte de sua esposa Karin por caça-recompensas, mas Sandro cresceu admirando as histórias do pai e decidiu seguir seus passos. Apesar de inexperiente e atrapalhado, a fama do sobrenome lhe garante trabalhos como aventureiro. Sandro é ingênuo, deseja parecer esperto, mas é facilmente enganado. Péssimo como ladrão, é habilidoso como lutador e usa a Kailash, uma arma mágica herdada de seu pai. Ele se apaixona por Lisandra ao testemunhar sua prisão em Valkaria.
- Niele

Elfa exuberante e carismática que se faz passar por grande maga, mas na verdade é uma barda. Sua reputação se deve ao "Olho de Sszzas", um artefato mágico forjado com um dos seis olhos do deus da traição, que lhe permite usar qualquer magia, mesmo as que ela não conhece ou não poderia utilizar naturalmente. Niele encontra Sandro após ele tentar roubar seu Rubi da Virtude e decide ajudar o rapaz ao perceber sua paixão por Lisandra. Alegre, divertida e ousada, seu passado é marcado por uma tragédia: ao sair dos domínios do reino élfico de Lenórienn com sua prima Tanya, as duas foram atacadas, resultando no sequestro de Tanya e na dispersão dos elfos de Lenórienn. Niele pediu ajuda ao Paladino de Arton, mas ele recusou, alegando que o Olho de Sszzas era uma fonte de poder maligna. Durante a trama, Niele é morta pelo vilão Camaleão, mas ressuscita misteriosamente, revelando um dos segredos finais da série.
- Tork

Troglodita mercenário que criou Lisandra na ilha de Galrasia. Embora seja contra ajudar o Paladino, apoia Lisandra na busca pelos Rubis da Virtude, temendo que ela se coloque em perigo. É discriminado por outros trogloditas por seu tamanho abaixo da média, considerado sinal de maldição pelo seu povo. Usa uma foice (que ele chama de machado) forjada com a garra de um elfo-do-mar maligno e consegue emitir gases malcheirosos de seus poros, causando náuseas em seus adversários. Aprecia cerveja e "tripas" de monstros, além de adorar arranjar encrencas. Durante a trama, desenvolve uma amizade com Petra, filha do necromante Vladislav Tpish, e, embora ela seja uma péssima cozinheira por não possuir olfato e paladar, Tork inexplicavelmente gosta de sua comida.

### Secundários
- Paladino de Arton -

Idade: Desconhecida.
Ele era o Paladino de Jallar, uma deusa menor, mas ela achou que ele a tinha traído e o matou. Alguns anos depois ele foi encontrado por um grupo de aventureiros e ressuscitado. Agora ele é o maior paladino de Arton, e é dado como desaparecido. Nas primeiras edições, descobre-se que ele está em Galrasia, e que só pode ser trazido de volta à vida com os Rubis da Virtude.
O Paladino é considerado o maior herói de Arton, um exemplo para todos os heróis. Mas no desenrolar da série, descobre-se que ele não é tão bondoso como parece. O motivo para seu desaparecimento e seu atual estado corrompido é explicado nas últimas edições de Holy Avenger. Obs: embora tenha recusado a ajudar Niele por causa do Olho de Sszzas, alegando ser uma fonte de poder maligna, isso entra em total controvérsia a ocasião em que salvou Tasha, uma mulher-demônio prisioneira do Dragão Rei da terra, alegando que não são as origens que definem alguém e sim seus atos, e Niele só usava o Olho pra ajudar as pessoas.
- Capitão James "Jimmie" K - É um capitão pirata líder da tripulação do navio Bravado e um velho parceiro de Niele. Tem uma personalidade muito nervosa e explosiva muitas vezes se estressando com Niele além de saber de seu passado sombrio. É também irmão mais velho de Anne a quem ele também não suporta chegando uma vez a vendê-la como escrava.
- Sr. Ruud - É um velhor senhor dono do bar Estalagem do Macaco Caolho Empalhado e chefe da Petra. É muito nervoso e sempre se estressa quando algo de ruim acontece principalmente em seu bar.
- Petra Tpish - É uma jovem garota que trabalha como zeladora e cozinheira da Estalagem do Macaco Caolho Empalhado. Segundo ela mesma ela conseguia cozinhar bem até sofrer um acidente e ficar deficiente incapaz de cozinhar direito.
- Odara - Uma garota xamã vinda de uma tribo de centauros próxima a Malpetrim. Ela ocupou o posto do pai após sua morte embora sendo muito jovem. É muito gentil e incapaz de resolver as coisas com agressividade. Ela também foi responsável por dar um dos Rubis da Virtude a Sandro.

### Vilões
- Mestre Arsenal - Um dos vilões mais poderosos do mundo de Arton. Ele é sumo-sacerdote do deus da guerra Keenn e um dos principais rivais do Paladino. É um inimigo muito cruel embora demonstre pense que uma morte digna só se dever ter diante de uma batalha.

## Outras mídias

### CD Drama
Em outubro de 2003 foi lançado um CD drama contendo as vozes de dubladores como Márcio Seixas como narrador, Marisa Leal como Lisandra, Guilherme Briggs, como Sandro entre outros.

### Jogo eletrônico
Um jogo eletrônico baseado em Holy Avenger produzido pelo estúdio Messier Games foi lançado em novembro de 2017, com primeira aparição em Beta na Brasil Game Show em setembro de 2016.

### Animação
Na mesma época do lançamento do CD drama, foi anunciado que Holy Avenger ganharia uma série animada. Em maio de 2004, a desenhista Érica Awano chegou a anunciar no evento Kodama realizado no Distrito Federal que algumas mudanças seriam necessárias, principalmente nas tradicionais tiras usadas pela elfa Niele.
Desde 2004, o projeto da série está em processo de captação de recursos. No YouTube é possível encontrar a abertura rejeitada de 1 minuto, uma animação feita pelo Núcleo de Animação do Ceará (NACE) de 1 minuto, uma animação teste feita pela Wedcartoon de 2 minutos (todas feitas em 2006), e a transformação da Lisandra (2007). Com as complicações com a lei Rouanet, deveria ser lançado inicialmente um longa metragem. O dublador Guilherme Briggs anunciou em um Nerdcast que um filme já estaria dublado, porém não animado por falta de recursos.[carece de fontes?]
Em dezembro de 2019, durante a Comic Con Experience, foi anunciada uma animação pelo estúdio Eleven Dragons Entertainment.